# Law & Order (franchise)
Pour les articles homonymes, voir Law and Order.
Production
Diffusion
Law & Order est une franchise médiatique de séries télévisées américaines créées par Dick Wolf, et diffusée sur NBC, qui traitent toutes d'un aspect du système de justice pénale à New York, à l'exception de d'une série : Los Angeles Police Judiciaire.
New York, police judiciaire est la plus ancienne série de la franchise. Elle a duré de 1990 à 2010, puis a repris en 2022, la série est renouvelée pour une vingt-cinquième saison, le 8 mai 2025 et compte aujourd'hui plus de 520 épisodes.
New York, unité spéciale, est la série qui compte le plus de saisons et d'épisodes de la franchise : elle comporte 26 saisons et plus de 570 épisodes. New York, unité spéciale a été renouvelée pour une vingt-septième saison, le 8 mai 2025.
Au 12 juin 2025, 1 409 épisodes de la franchise Law and Order ont été diffusés.

## Aperçu

### Séries en cours

#### New York, police judiciaire(New York DistrictouLa loi et l'Ordreau Québec)
New York, police judiciaire (Law & Order) met en scène tous les acteurs du système judiciaire américain dans l'arrondissement de Manhattan, l'un des cinq arrondissements de la ville de New York. On assiste ainsi à la découverte d'un crime, puis à l'enquête de police et à l'instruction judiciaire jusqu'au procès. Chaque épisode commence par la phrase : 

« Dans le système pénal américain, le ministère public est représenté par deux groupes distincts, mais d'égale importance : la police, qui enquête sur les crimes, et le procureur, qui poursuit les criminels. Voici leur histoire. »

#### New York, unité spéciale(La Loi et l'ordre: Crimes Sexuelsau Québec)
New York, unité spéciale (Law & Order: Special Victims Unit) suit l'unité spéciale de la police de New York dirigée par le capitaine Olivia Benson, chargée d'enquêter sur les crimes sexuels, en prenant en charge les victimes. Les enquêtes sont menées par les inspecteurs Joe Velasco et Odafin Tutuola. La partie instruction judiciaire est menée par le substitut et ancien inspecteur Dominick "Sunny" Carisi. Chaque épisode commence par la phrase en voix off (voix interprétée par Daniel Beretta en français):

« Dans le système judiciaire, les crimes sexuels sont considérés comme particulièrement monstrueux. À New York, les inspecteurs qui enquêtent sur ces crimes sont membres d'une unité d'élite appelée Unité spéciale pour les victimes. Voici leurs histoires. »

#### New York, crime organisé
Le 31 mars 2020, NBC a annoncé avoir commandé 13 épisodes de New York, crime organisé (Law & Order: Organized Crime) spin-off de New York, unité spéciale qui met en vedette Christopher Meloni dans le rôle d'Elliot Stabler. Il est désormais à la tête d'un groupe de travail sur le crime organisé. Christopher Meloni avait déjà joué dans New York, unité spéciale de 1999 à 2011. Le pilote est diffusé le 1er avril 2021.

« Dans la plus grande ville des États-Unis, les réseaux mafieux agissent dans l'ombre. Les enquêteurs du bureau de lutte contre le crime organisé sont là pour les arrêter. Voici leurs histoires... »

### Séries terminées

#### New York, section criminelle
New York, section criminelle (Law & Order: Criminal Intent) met en scène une unité d'élite appelée Section Criminelle (Major Crimes Squad, « Brigade des Crimes Majeurs » en version originale) chargée d'enquêter sur des meurtres complexes ou extrêmement violents. Chaque épisode commence par la phrase en voix off (voix interprétée par Daniel Beretta en français): 

« Dans la guerre contre le crime à New York, les plus redoutables prédateurs sont poursuivis par les inspecteurs de la Section Criminelle. Voici leurs histoires. »

En juillet 2011, la série est annulée à cause des mauvaises audiences après 10 saisons et 195 épisodes.

#### New York, cour de justice
New York, cour de justice (Law & Order: Trial by Jury) suit le fonctionnement du système judiciaire à travers la procédure du jugement d'une affaire criminelle au tribunal, de la mise en accusation au verdict. Chaque épisode commence par la phrase : 

« À New York, dans le système judiciaire, tout accusé est présumé innocent tant que sa culpabilité n'a pas été établie par des aveux lors d'une procédure de plaider coupable, ou à l'issue d'un procès. Voici l'un de ces procès… »

La série est annulée pour cause de mauvaises audiences, le 16 mai 2005 après seulement une saison.

#### Los Angeles, police judiciaire(ouLos Angeles District)
Los Angeles, police judiciaire (Law & Order: Los Angeles) suit les enquêtes d'un duo d'inspecteurs et la poursuite des criminels par un groupe de procureurs, au cœur de la ville de Los Angeles. Le 13 mai 2011, la série est annulée après seulement une saison.

#### Law and Order True Crime
Law & Order True Crime se caractérise par un crime unique par saison et s'inspire d'une véritable affaire, celle des meurtres perpétrés par les deux héritiers Lyle et Erik Menéndez pour la saison 1. Aucune saison 2 n'a été annoncée même si Dick Wolf, producteur et créateur de la série se montre optimiste, mais le retour de la série mère New York, police judiciaire, est privilégiée.

### Adaptations étrangères

#### Londres, police judiciaire
En janvier 2008, on apprend que des négociations sont en cours entre NBCUniversal et Dick Wolf, le créateur de la franchise, pour lancer un nouveau spin-off qui se déroule en Angleterre, l'officialisation de la série a lieu peu de temps après et les premiers noms du casting sont dévoilés. En juin 2014, après huit saisons, Bradley Walsh qui tient le rôle principal, quitte la série, qui n'aura pas de saison 9 par la suite.

#### Law& Order Toronto: Criminal Intent
Le 5 juin 2023, on apprend qu'une adaptation canadienne de la série télévisée New York, section criminelle, va voir le jour, le tournage commence à l'automne 2023 à Toronto, la première saison comporte 10 épisodes, la diffusion commence le 22 février 2024 sur Citytv.

## Accueil

### Audience
| Série                          | Saison | Épisode | Diffusion originale | Diffusion originale | Audiences (en millions) | Rang | Statut        |
| Série                          | Saison | Épisode | Première diffusion  | Dernière diffusion  | Audiences (en millions) | #    | Statut        |
| ------------------------------ | ------ | ------- | ------------------- | ------------------- | ----------------------- | ---- | ------------- |
| New York, police judiciaire    | 1      | 22      | 13 septembre 1990   | 9 juin 1991         | 12.20                   | 33   | en production |
| New York, police judiciaire    | 2      | 22      | 17 septembre 1991   | 14 mai 1992         | 12.10                   | 46   | en production |
| New York, police judiciaire    | 3      | 22      | 23 septembre 1992   | 19 mai 1993         | 12.10                   | 56   | en production |
| New York, police judiciaire    | 4      | 22      | 15 septembre 1993   | 25 mai 1994         | 15.30                   | 38   | en production |
| New York, police judiciaire    | 5      | 23      | 21 septembre 1994   | 24 mai 1995         | 15.30                   | 27   | en production |
| New York, police judiciaire    | 6      | 23      | 20 septembre 1995   | 22 mai 1996         | 15.30                   | 24   | en production |
| New York, police judiciaire    | 7      | 23      | 18 septembre 1996   | 21 mai 1997         | 15.00                   | 27   | en production |
| New York, police judiciaire    | 8      | 24      | 24 septembre 1997   | 20 mai 1998         | 14.10                   | 24   | en production |
| New York, police judiciaire    | 9      | 24      | 23 septembre 1998   | 26 mai 1999         | 13.80                   | 20   | en production |
| New York, police judiciaire    | 10     | 24      | 22 septembre 1999   | 24 mai 2000         | 19.48                   | 13   | en production |
| New York, police judiciaire    | 11     | 24      | 18 octobre 2000     | 23 mai 2001         | 17.70                   | 27   | en production |
| New York, police judiciaire    | 12     | 24      | 23 septembre 2001   | 22 mai 2002         | 19.50                   | 7    | en production |
| New York, police judiciaire    | 13     | 24      | 2 octobre 2002      | 21 mai 2003         | 17.30                   | 10   | en production |
| New York, police judiciaire    | 14     | 24      | 24 septembre 2003   | 19 mai 2004         | 15.90                   | 14   | en production |
| New York, police judiciaire    | 15     | 24      | 22 septembre 2004   | 18 mai 2005         | 13.00                   | 25   | en production |
| New York, police judiciaire    | 16     | 22      | 21 septembre 2005   | 17 mai 2006         | 11.20                   | 35   | en production |
| New York, police judiciaire    | 17     | 22      | 22 septembre 2006   | 18 mai 2007         | 9.40                    | 54   | en production |
| New York, police judiciaire    | 18     | 18      | 2 janvier 2008      | 21 mai 2008         | 9.70                    | 38   | en production |
| New York, police judiciaire    | 19     | 22      | 5 novembre 2008     | 3 juin 2009         | 8.20                    | 62   | en production |
| New York, police judiciaire    | 20     | 23      | 25 septembre 2009   | 24 mai 2010         | 8.20                    | 60   | en production |
| New York, police judiciaire    | 21     | 10      | 24 février 2022     | 19 mai 2022         | 5.92                    | 39   | en production |
| New York, police judiciaire    | 22     | 22      | 22 septembre 2022   | 18 mai 2023         | 5.88                    | 34   | en production |
| New York, police judiciaire    | 23     | 13      | 18 janvier 2024     | 16 mai 2024         | 5.75                    | 34   | en production |
| New York, police judiciaire    | 24     | 22      | 3 octobre 2024      |                     |                         |      | en production |
| New York, police judiciaire    | Total  | 523     |                     |                     |                         |      |               |
| New York, unité spéciale       | 1      | 22      | 20 septembre 1999   | 19 mai 2000         | 12.18                   | 33   | en production |
| New York, unité spéciale       | 2      | 21      | 20 octobre 2000     | 11 mai 2001         | 13.10                   | 29   | en production |
| New York, unité spéciale       | 3      | 23      | 28 septembre 2001   | 17 mai 2002         | 15.20                   | 14   | en production |
| New York, unité spéciale       | 4      | 25      | 27 septembre 2002   | 16 mai 2003         | 14.83                   | 16   | en production |
| New York, unité spéciale       | 5      | 25      | 23 septembre 2003   | 18 mai 2004         | 12.72                   | 21   | en production |
| New York, unité spéciale       | 6      | 23      | 21 septembre 2004   | 24 mai 2005         | 13.46                   | 23   | en production |
| New York, unité spéciale       | 7      | 22      | 20 septembre 2005   | 16 mai 2006         | 13.78                   | 24   | en production |
| New York, unité spéciale       | 8      | 22      | 19 septembre 2006   | 22 mai 2007         | 11.94                   | 38   | en production |
| New York, unité spéciale       | 9      | 19      | 25 septembre 2007   | 13 mai 2008         | 11.33                   | 30   | en production |
| New York, unité spéciale       | 10     | 22      | 23 septembre 2008   | 2 juin 2009         | 10.11                   | 39   | en production |
| New York, unité spéciale       | 11     | 24      | 23 septembre 2009   | 19 mai 2010         | 8.81                    | 44   | en production |
| New York, unité spéciale       | 12     | 24      | 22 septembre 2010   | 18 mai 2011         | 8.84                    | 47   | en production |
| New York, unité spéciale       | 13     | 23      | 21 septembre 2011   | 23 mai 2012         | 7.59                    | 67   | en production |
| New York, unité spéciale       | 14     | 24      | 26 septembre 2012   | 22 mai 2013         | 7.30                    | 56   | en production |
| New York, unité spéciale       | 15     | 24      | 25 septembre 2013   | 21 mai 2014         | 8.18                    | 46   | en production |
| New York, unité spéciale       | 16     | 23      | 24 septembre 2014   | 20 mai 2015         | 8.71                    | 52   | en production |
| New York, unité spéciale       | 17     | 23      | 23 septembre 2015   | 25 mai 2016         | 8.31                    | 52   | en production |
| New York, unité spéciale       | 18     | 21      | 21 septembre 2016   | 24 mai 2017         | 7.39                    | 48   | en production |
| New York, unité spéciale       | 19     | 24      | 27 septembre 2017   | 23 mai 2018         | 8.57                    | 39   | en production |
| New York, unité spéciale       | 20     | 24      | 27 septembre 2018   | 16 mai 2019         | 7.41                    | 51   | en production |
| New York, unité spéciale       | 21     | 20      | 26 septembre 2019   | 23 avril 2020       | 6.46                    | 55   | en production |
| New York, unité spéciale       | 22     | 16      | 12 novembre 2020    | 3 juin 2021         | 6.78                    | 34   | en production |
| New York, unité spéciale       | 23     | 22      | 23 septembre 2021   | 19 mai 2022         | 6.83                    | 29   | en production |
| New York, unité spéciale       | 24     | 22      | 22 septembre 2022   | 18 mai 2023         | 6.89                    | 21   | en production |
| New York, unité spéciale       | 25     | 13      | 18 janvier 2024     | 16 mai 2024         | 6.86                    | 20   | en production |
| New York, unité spéciale       | 26     | 22      | 3 octobre 2024      |                     |                         |      | en production |
| New York, unité spéciale       | Total  | 573     |                     |                     |                         |      |               |
| New York, section criminelle   | 1      | 22      | 30 septembre 2001   | 10 mai 2002         | 11.90                   | 34   | Terminé       |
| New York, section criminelle   | 2      | 23      | 29 septembre 2002   | 18 mai 2003         | 14.30                   | 20   | Terminé       |
| New York, section criminelle   | 3      | 21      | 28 septembre 2003   | 23 mai 2004         | 12.80                   | 20   | Terminé       |
| New York, section criminelle   | 4      | 23      | 26 septembre 2004   | 25 mai 2005         | 12.10                   | 28   | Terminé       |
| New York, section criminelle   | 5      | 22      | 25 septembre 2005   | 14 mai 2006         | 11.00                   | 38   | Terminé       |
| New York, section criminelle   | 6      | 22      | 19 septembre 2006   | 21 mai 2007         | 8.38                    | 59   | Terminé       |
| New York, section criminelle   | 7      | 22      | 4 octobre 2007      | 24 août 2008        | 7.46                    | /    | Terminé       |
| New York, section criminelle   | 8      | 16      | 19 avril 2009       | 9 août 2009         | 5.40                    | /    | Terminé       |
| New York, section criminelle   | 9      | 16      | 30 mars 2010        | 6 juillet 2010      | 3.50                    | /    | Terminé       |
| New York, section criminelle   | 10     | 8       | 1er mai 2011        | 26 juin 2011        | 4.43                    | /    | Terminé       |
| New York, section criminelle   | Total  | 195     |                     |                     |                         |      |               |
| New York, cour de justice      | 1      | 13      | 3 mars 2005         | 21 janvier 2006     | 10.73                   | 37   | Terminé       |
| Los Angeles, police judiciaire | 1      | 22      | 29 septembre 2010   | 11 juillet 2011     | 7.74                    | 59   | Terminé       |
| Law and Order True Crime       | 1      | 8       | 26 septembre 2017   | 14 novembre 2017    | /                       | /    | Terminé       |
| New York, crime organisé       | 1      | 8       | 1er avril 2021      | 3 juin 2021         | 7.83                    | 21   | en production |
| New York, crime organisé       | 2      | 22      | 23 septembre 2021   | 19 mai 2022         | 5.51                    | 45   | en production |
| New York, crime organisé       | 3      | 22      | 22 septembre 2022   | 18 mai 2023         | 5.41                    | 39   | en production |
| New York, crime organisé       | 4      | 13      | 18 janvier 2024     | 16 mai 2024         | 5.14                    | 38   | en production |
| New York, crime organisé       | 5      | 10      | 17 avril 2025       | 12 juin 2025        | /                       | /    | en production |
| New York, crime organisé       | Total  | 75      |                     |                     |                         |      |               |

### Critique
| Série                          | Allociné             | IMDB                   |
| ------------------------------ | -------------------- | ---------------------- |
| New York, police judiciaire    | 2,5/5 (5 055 notes)  | 7,8/10 (48 000 notes)  |
| New York, unité spéciale       | 3,2/5 (15 001 notes) | 8,1/10 (136 000 notes) |
| New York, section criminelle   | 2,8/5 (7 914 notes)  | 7,6/10 (29 000 notes)  |
| New York, cour de justice      | 1,7/5 (1 029 notes)  | 6,4/10 (1 600 notes)   |
| Los Angeles, police judiciaire | 3,7/5 (37 notes)     | 6,7/10 (2 900 notes)   |
| Law and Order True Crime       | 3,4/5 (39 notes)     | 7,4/10 (3 000 notes)   |
| New York, crime organisé       | 3,7/5 (129 notes)    | 7,7/10 (11 000 notes)  |

## Personnages principaux
| Séries                         | Rôle                    | Nombres d'épisodes (apparition) | Nombres d'épisodes (apparition) | Nombres d'épisodes (apparition) | Nombres d'épisodes (apparition) | Nombres d'épisodes (apparition) | Nombres d'épisodes (apparition) | Nombres d'épisodes (apparition) | Acteur                    | Durée       |
| Séries                         | Rôle                    | Police Judiciaire               | Unité Spéciale                  | Section Criminelle              | Cour de Justice                 | L.A, Police Judiciaire          | Crime Organisé                  | Total                           | Acteur                    | Durée       |
| ------------------------------ | ----------------------- | ------------------------------- | ------------------------------- | ------------------------------- | ------------------------------- | ------------------------------- | ------------------------------- | ------------------------------- | ------------------------- | ----------- |
| New York, police judiciaire    | John James "Jack" McCoy | 405                             | 4                               |                                 | 2                               |                                 |                                 | 414                             | Sam Waterston             | 1994 à 2024 |
| New York, police judiciaire    | Anita Van Buren         | 388                             |                                 | 1                               | 1                               |                                 |                                 | 391                             | S. Epatha Merkerson       | 1993 à 2010 |
| New York, police judiciaire    | Lennie Briscoe †        | 273                             | 3                               | 1                               | 2                               |                                 |                                 | 283                             | Jerry Orbach †            | 1992 à 2005 |
| New York, police judiciaire    | Elizabeth Rodgers       | 143                             | 9                               | 110                             | 1                               |                                 |                                 | 264                             | Leslie Hendrix (en)       | 1992 à 2011 |
| New York, police judiciaire    | Adam Schiff             | 227                             | 1                               |                                 |                                 |                                 |                                 | 228                             | Steven Hill †             | 1990 à 2000 |
| New York, police judiciaire    | Ed Green                | 198                             | 2                               | 1                               | 1                               |                                 |                                 | 202                             | Jesse L. Martin           | 1999 à 2008 |
| New York, police judiciaire    | Mike Logan              | 111                             |                                 | 36                              |                                 |                                 |                                 | 148                             | Chris Noth                | 1990 à 2008 |
| New York, police judiciaire    | Arthur Branch           | 116                             | 11                              | 1                               | 13                              |                                 |                                 | 142                             | Fred Thompson †           | 2002 à 2007 |
| New York, police judiciaire    | Rey Curtis              | 95                              |                                 |                                 |                                 |                                 |                                 | 98                              | Benjamin Bratt            | 1995 à 2009 |
| New York, police judiciaire    | Connie Rubirosa         | 85                              | 1                               |                                 |                                 | 8                               |                                 | 94                              | Alana de la Garza         | 2006 à 2014 |
| New York, police judiciaire    | Ben Stone †             | 88                              |                                 |                                 |                                 |                                 |                                 | 88                              | Michael Moriarty          | 1990 à 1994 |
| New York, police judiciaire    | Serena Southerlyn       | 85                              |                                 |                                 |                                 |                                 |                                 | 85                              | Elisabeth Röhm            | 2001 à 2005 |
| New York, police judiciaire    | Abbie Carmichael        | 72                              | 6                               |                                 |                                 |                                 |                                 | 78                              | Angie Harmon              | 1998 à 2001 |
| New York, police judiciaire    | Elizabeth Olivet        | 66                              | 6                               | 1                               | 1                               |                                 |                                 | 74                              | Carolyn McCormick (en)    | 1991 à 2018 |
| New York, police judiciaire    | Paul Robinette          | 69                              |                                 |                                 |                                 |                                 |                                 | 69                              | Richard Brooks            | 1990 à 2006 |
| New York, police judiciaire    | Claire Kincaid          | 68                              |                                 |                                 |                                 |                                 |                                 | 69                              | Jill Hennessy             | 1993 à 1996 |
| New York, police judiciaire    | Nolan Price             | 67                              | 1                               |                                 |                                 |                                 |                                 | 68                              | Hugh Dancy                | depuis 2022 |
| New York, police judiciaire    | Michael Cutter          | 63                              | 4                               |                                 |                                 |                                 |                                 | 67                              | Linus Roache              | 2008 à 2012 |
| New York, police judiciaire    | Samantha Maroun         | 67                              |                                 |                                 |                                 |                                 |                                 | 67                              | Odelya Halevi             | depuis 2022 |
| New York, police judiciaire    | Cyrus Lupo              | 63                              |                                 |                                 |                                 |                                 |                                 | 64                              | Jeremy Sisto              | 2008 à 2010 |
| New York, police judiciaire    | Kevin Bernard           | 60                              |                                 |                                 |                                 |                                 |                                 | 60                              | Anthony Anderson          | 2008 à 2022 |
| New York, police judiciaire    | Jalen Shaw              | 56                              | 1                               |                                 |                                 |                                 | 1                               | 58                              | Mehcad Brooks             | 2022 à 2025 |
| New York, police judiciaire    | Jamie Ross              | 50                              |                                 |                                 | 2                               |                                 |                                 | 52                              | Carey Lowell              | 1996 à 2022 |
| New York, police judiciaire    | Nora Lewin              | 46                              | 2                               | 1                               |                                 |                                 |                                 | 49                              | Dianne Wiest              | 2000 à 2002 |
| New York, police judiciaire    | Kate Dixon              | 45                              | 2                               |                                 |                                 |                                 | 1                               | 48                              | Camryn Manheim            | 2022 à 2024 |
| New York, police judiciaire    | Joe Fontana             | 46                              |                                 |                                 | 1                               |                                 |                                 | 47                              | Dennis Farina †           | 2004 à 2006 |
| New York, police judiciaire    | Vincent Riley           | 35                              |                                 |                                 |                                 |                                 |                                 | 35                              | Reid Scott                | depuis 2024 |
| New York, police judiciaire    | Franck Cosgrove         | 32                              | 1                               |                                 |                                 |                                 | 1                               | 34                              | Jeffrey Donovan           | 2022 à 2023 |
| New York, police judiciaire    | Alexandra Borgia        | 33                              |                                 |                                 |                                 |                                 |                                 | 33                              | Annie Parisse             | 2005 à 2006 |
| New York, police judiciaire    | Phil Cerreta            | 31                              |                                 |                                 |                                 |                                 |                                 | 31                              | Paul Sorvino †            | 1991 à 1992 |
| New York, police judiciaire    | Nicholas Baxter         | 29                              | 2                               |                                 |                                 |                                 |                                 | 31                              | Tony Goldwyn              | depuis 2024 |
| New York, police judiciaire    | Jessica Brady           | 22                              | 1                               |                                 |                                 |                                 |                                 | 23                              | Maura Tierney             | depuis 2024 |
| New York, police judiciaire    | Max Greevey             | 22                              |                                 |                                 |                                 |                                 |                                 | 22                              | George Dzundza            | 1990 à 1991 |
| New York, police judiciaire    | Nina Cassady            | 22                              |                                 |                                 |                                 |                                 |                                 | 22                              | Milena Govich             | 2006 à 2007 |
|                                |                         |                                 |                                 |                                 |                                 |                                 |                                 |                                 |                           |             |
| New York, unité spéciale       | Olivia Benson           | 7                               | 564                             |                                 | 1                               |                                 | 14                              | 590                             | Mariska Hargitay          | depuis 1999 |
| New York, unité spéciale       | Odafin "Fin" Tutuola    | 1                               | 517                             |                                 |                                 |                                 | 2                               | 523                             | Ice-T                     | depuis 2000 |
| New York, unité spéciale       | Donald "Don" Cragen     | 68                              | 308                             |                                 |                                 |                                 | 4                               | 381                             | Dann Florek               | 1990 à 2024 |
| New York, unité spéciale       | John Munch              | 4                               | 242                             |                                 | 1                               |                                 |                                 | 374                             | Richard Belzer †          | 1993 à 2016 |
| New York, unité spéciale       | Amanda Rollins          | 1                               | 250                             |                                 |                                 |                                 | 4                               | 258                             | Kelli Giddish             | depuis 2011 |
| New York, unité spéciale       | Dominick Carisi Jr.     | 2                               | 215                             |                                 |                                 |                                 | 4                               | 223                             | Peter Scanavino           | depuis 2014 |
| New York, unité spéciale       | Melinda Warner          |                                 | 174                             |                                 | 1                               |                                 | 2                               | 177                             | Tamara Tunie              | 2000 à 2025 |
| New York, unité spéciale       | George Huang            |                                 | 143                             |                                 |                                 |                                 |                                 | 143                             | B. D. Wong                | 2001 à 2021 |
| New York, unité spéciale       | Alexandra Cabot         |                                 | 94                              |                                 |                                 |                                 |                                 | 107                             | Stephanie March           | 2000 à 2018 |
| New York, unité spéciale       | Casey Novak             |                                 | 105                             |                                 | 1                               |                                 |                                 | 106                             | Diane Neal                | 2003 à 2012 |
| New York, unité spéciale       | Rafael Barba            |                                 | 90                              |                                 |                                 |                                 | 1                               | 91                              | Raúl Esparza              | 2012 à 2022 |
| New York, unité spéciale       | Nick Amaro              |                                 | 89                              |                                 |                                 |                                 |                                 | 89                              | Danny Pino                | 2011 à 2021 |
| New York, unité spéciale       | Joe Velasco             |                                 | 60                              |                                 |                                 |                                 | 1                               | 61                              | Octavio Pisano            | 2021 à 2025 |
| New York, unité spéciale       | Peter Stone             |                                 | 29                              |                                 |                                 |                                 |                                 | 46                              | Philip Winchester         | 2017 à 2019 |
| New York, unité spéciale       | Terry Bruno             | 1                               | 37                              |                                 |                                 |                                 |                                 | 38                              | Kevin Kane (en)           | depuis 2023 |
| New York, unité spéciale       | Katriona Tamin          |                                 | 36                              |                                 |                                 |                                 |                                 | 36                              | Jamie Gray Hyder          | 2019 à 2021 |
| New York, unité spéciale       | Renee Curry             |                                 | 29                              |                                 |                                 |                                 |                                 | 29                              | Aimé Donna Kelly          | depuis 2020 |
| New York, unité spéciale       | Monique Jeffries        |                                 | 25                              |                                 |                                 |                                 |                                 | 25                              | Michelle Hurd             | 1999 à 2001 |
| New York, unité spéciale       | Chester Lake            |                                 | 20                              |                                 |                                 |                                 |                                 | 20                              | Adam Beach                | 2007 à 2008 |
| New York, unité spéciale       | Grace Muncy             |                                 | 19                              |                                 |                                 |                                 | 1                               | 20                              | Molly Burnett (en)        | 2022 à 2023 |
| New York, unité spéciale       | Kate Silva              | 1                               | 19                              |                                 |                                 |                                 |                                 | 20                              | Juliana Aidén Martinez    | 2024 à 2025 |
| New York, unité spéciale       | Christian Garland       |                                 | 18                              |                                 |                                 |                                 | 1                               | 19                              | Demore Barnes             | 2019 à 2022 |
| New York, unité spéciale       | Kim Greylek             |                                 | 13                              |                                 |                                 |                                 |                                 | 13                              | Michaela McManus          | 2008 à 2009 |
| New York, unité spéciale       |                         |                                 |                                 |                                 |                                 |                                 |                                 |                                 |                           |             |
| New York, section criminelle   | Alexandra Eames         |                                 | 2                               | 142                             |                                 |                                 |                                 | 144                             | Kathryn Erbe              | 2001 à 2013 |
| New York, section criminelle   | Robert Goren            |                                 |                                 | 141                             |                                 |                                 |                                 | 141                             | Vincent D'Onofrio         | 2001 à 2011 |
| New York, section criminelle   | James Deakins           |                                 |                                 | 111                             |                                 |                                 |                                 | 111                             | Jamey Sheridan            | 2001 à 2006 |
| New York, section criminelle   | Ron Carver              |                                 |                                 | 111                             |                                 |                                 |                                 | 111                             | Courtney B. Vance         | 2001 à 2006 |
| New York, section criminelle   | Daniel Ross             |                                 |                                 | 61                              |                                 |                                 |                                 | 61                              | Eric Bogosian             | 2006 à 2010 |
| New York, section criminelle   | Megan Wheeler           |                                 |                                 | 24                              |                                 |                                 |                                 | 24                              | Julianne Nicholson        | 2006 à 2009 |
| New York, section criminelle   | Zach Nichols            |                                 |                                 | 24                              |                                 |                                 |                                 | 24                              | Jeff Goldblum             | 2009 à 2010 |
| New York, section criminelle   | Serena Stevens          |                                 |                                 | 16                              |                                 |                                 |                                 | 16                              | Saffron Burrows           | 2010        |
| New York, section criminelle   | Zoe Callas              |                                 |                                 | 14                              |                                 |                                 |                                 | 14                              | Mary E. Mastrantonio      | 2010        |
| New York, section criminelle   |                         |                                 |                                 |                                 |                                 |                                 |                                 |                                 |                           |             |
| New York, cour de justice      | Tracey Kiber            |                                 | 1                               |                                 | 13                              |                                 |                                 | 14                              | Bebe Neuwirth             | 2005 à 2006 |
| New York, cour de justice      | Kelly Gaffney           |                                 |                                 |                                 | 13                              |                                 |                                 | 13                              | Amy Carlson               | 2005 à 2006 |
| New York, cour de justice      | Hector Salazar          |                                 | 1                               |                                 | 12                              |                                 |                                 | 13                              | Kirk Acevedo              | 2005 à 2006 |
| New York, cour de justice      | Chris Ravell            |                                 |                                 |                                 | 10                              |                                 |                                 | 10                              | Scott Cohen               | 2005 à 2006 |
| New York, cour de justice      |                         |                                 |                                 |                                 |                                 |                                 |                                 |                                 |                           |             |
| Los Angeles, police judiciaire | Tomas Jaruszalski       |                                 |                                 |                                 |                                 | 22                              |                                 | 22                              | Corey Stoll               | 2010 à 2011 |
| Los Angeles, police judiciaire | Joe Dekker              |                                 | 1                               |                                 |                                 | 16                              |                                 | 17                              | Terrence Howard           | 2010 à 2011 |
| Los Angeles, police judiciaire | Ricardo Morales         |                                 |                                 |                                 |                                 | 16                              |                                 | 16                              | Alfred Molina             | 2010 à 2011 |
| Los Angeles, police judiciaire | Arleen Gonzales         |                                 |                                 |                                 |                                 | 16                              |                                 | 16                              | Rachel Ticotin            | 2010 à 2011 |
| Los Angeles, police judiciaire | Rex Winters             |                                 | 1                               |                                 |                                 | 14                              |                                 | 15                              | Skeet Ulrich              | 2010 à 2011 |
| Los Angeles, police judiciaire |                         |                                 |                                 |                                 |                                 |                                 |                                 |                                 |                           |             |
| New York, crime organisé       | Elliot Stabler          | 3                               | 279                             |                                 | 1                               |                                 | 75                              | 358                             | Christopher Meloni        | depuis 1999 |
| New York, crime organisé       | Ayanna Bell             |                                 | 4                               |                                 |                                 |                                 | 72                              | 76                              | Danielle Moné Truitt (en) | depuis 2021 |
| New York, crime organisé       | Jet Slootmaekers        | 1                               | 3                               |                                 |                                 |                                 | 68                              | 72                              | Ainsley Seiger (en)       | 2021 à 2025 |
| New York, crime organisé       | Bobby Reyes             |                                 | 1                               |                                 |                                 |                                 | 41                              | 42                              | Rick Gonzalez             | depuis 2022 |
| New York, crime organisé       | Randall Stabler         |                                 |                                 |                                 |                                 |                                 | 16                              | 16                              | Dean Norris               | depuis 2024 |
|                                |                         |                                 |                                 |                                 |                                 |                                 |                                 |                                 |                           |             |

## Médias

### Téléfilm
Le seul téléfilm de la franchise Law & Order est diffusé en 1998, il se nomme Le Retour de l'inspecteur Logan (Exiled: A Law & Order Movie). Il explore ce qui est arrivé à l'inspecteur Mike Logan, interprété par Chris Noth, depuis son départ de la série originale.

### Jeux vidéo
La franchise a également généré une série de jeux vidéo pour PC, qui présentent des apparitions de membres de la distribution alors actuels de la série télévisée.
Le déroulement typique de la plupart des jeux suit le format de la série originale avec le joueur enquêtant sur un crime avec des entretiens avec des témoins et un examen des preuves. Une fois l'arrestation effectuée, le joueur poursuit l'affaire avec des défis tels que la sélection de questions appropriées pour les témoins à la barre, la reconnaissance de questions inappropriées pour soulever des objections et la sélection des arguments les plus convaincants pour que le juge autorise certaines preuves au tribunal.
- Law & Order: Dead on the Money (en) (2002)
- Law & Order: Double or Nothing (en) (2003)
- Law & Order: Justice Is Served (en) (2004)
- Law & Order: Criminal Intent (en) (2005)
- Law & Order: Legacies (en) (2011)